# Fidena brasiliensis
Fidena brasiliensis är en tvåvingeart som beskrevs av Krober 1931. Fidena brasiliensis ingår i släktet Fidena och familjen bromsar. Inga underarter finns listade i Catalogue of Life.